# This Is What It Feels Like
This is what it feels like is een single van de Nederlandse dj Armin van Buuren met de Canadese zanger Trevor Guthrie uit 2013. Het nummer is Van Buurens grootste hit tot nu toe en belandde over de hele wereld in diverse hitlijsten. In Nederland alleen werden 150 duizend exemplaren verkocht, goed voor zevenmaal platina. In de videoclip is een gastrol weggelegd voor pornoacteur en -regisseur Ron Jeremy.
De single werd in april uitgebracht als tweede single van Van Buurens vijfde album Intense. Het was in de week van 13 april 2013 Dancesmash op Radio 538 en bereikte een week later al de hitlijsten. Het nummer kreeg bovendien een boost doordat Van Buuren het live op televisie ten gehore bracht tijdens de Koningsvaart op de dag van de troonswisseling op 30 april. Van Buuren trad toen op met het Concertgebouworkest. In 2014 wordt This is what it feels like genomineerd voor een Grammy Award in de categorie beste danceplaat. De prijs ging echter naar Van Buurens collega Zedd.
Van Buuren werkte voor de eerste keer samen met Ewbank, die vooral bekend is van zijn werk voor Marco Borsato. De dj kwam met hem in contact via zijn manager, waarna de twee een keer een afspraak maakten om wat akkoorden in te spelen. Volgens Van Buuren had Ewbank al een akkoordenschema in zijn hoofd waar hij zelf later een melodielijn onder maakte.

## Tracklist
| Soort geluidsdrager     | Uitgebracht | Tracks                                                           | Duur |
| ----------------------- | ----------- | ---------------------------------------------------------------- | ---- |
| Promo - cd-maxi Mostiko | 29-04-2013  | This is what it feels like (Extended Mix)                        | 5:16 |
| Promo - cd-maxi Mostiko | 29-04-2013  | This is what it feels like (W&W Remix)                           | 6:16 |
| Promo - cd-maxi Mostiko | 29-04-2013  | This is what it feels like (David Guetta Remix)                  | 5:26 |
| Promo - cd-maxi Mostiko | 29-04-2013  | This is what it feels like (Radio Edit)                          | 3:23 |
| Promo - cd-maxi Mostiko | 29-04-2013  | This is what it feels like (Giuseppe Ottaviani Remix)            | 6:38 |
| Promo - cd-maxi Mostiko | 29-04-2013  | This is what it feels like (UK Radio Edit)                       | 3:26 |
| Promo - cd-maxi Mostiko | 29-04-2013  | This is what it feels like (Giuseppe Ottaviani Radio Edit)       | 3:56 |
| Promo - cd-maxi Mostiko | 29-04-2013  | This is what it feels like (Giuseppe Ottaviani Instrumental Mix) | 6:38 |
| Promo - cd-maxi Mostiko | 29-04-2013  | This is what it feels like (Antillas & Dankann Radio Edit)       | 3:34 |
| Promo - cd-maxi Mostiko | 29-04-2013  | This is what it feels like (Antillas & Dankann Remix)            | 5:44 |

## Hitnoteringen
| Hitlijst            | Datum van binnenkomst | Hoogste positie | Aantal weken | Laatste notering |
| ------------------- | --------------------- | --------------- | ------------ | ---------------- |
| Single Top 100      | 13-04-2013            | 2               | 68           | 15-11-2014       |
| Nederlandse Top 40  | 20-04-2013            | 3               | 26           | 12-10-2013       |
| Dance 15            | 27-12-2013            | 1               | 52           | 26-12-2014       |
| Dutch Dance 15      | 16-10-2024            | 1               | ?            | heden            |
| Vlaamse Ultratop 50 | 18-05-2013            | 8               | 21           | 05-10-2013       |
| Waalse Ultratop 50  | 20-07-2013            | 17              | 15           | 26-10-2013       |
| Australische Top 50 | 02-06-2013            | 13              | 14           | 01-09-2013       |
| Franse Top 200      | 24-08-2013            | 170             | 4            | 21-09-2013       |
| Oostenrijkse Top 75 | 03-05-2013            | 7               | 28           | 08-11-2013       |
| UK Singles Chart    | 18-05-2013            | 6               | 19           | 21-09-2013       |
| Billboard Hot 100   | 05-10-2013            | 96              | 1            | 05-10-2013       |
| Zweedse Top 60      | 26-07-2013            | 31              | 22           | 03-01-2014       |
| Zwitserse Top 75    | 23-06-2013            | 15              | 20           | 24-11-2013       |

### Nederlandse Top 40
| Hitnotering: 20-04-2013 t/m 12-10-2013 | Hitnotering: 20-04-2013 t/m 12-10-2013 | Hitnotering: 20-04-2013 t/m 12-10-2013 | Hitnotering: 20-04-2013 t/m 12-10-2013 | Hitnotering: 20-04-2013 t/m 12-10-2013 | Hitnotering: 20-04-2013 t/m 12-10-2013 | Hitnotering: 20-04-2013 t/m 12-10-2013 | Hitnotering: 20-04-2013 t/m 12-10-2013 | Hitnotering: 20-04-2013 t/m 12-10-2013 | Hitnotering: 20-04-2013 t/m 12-10-2013 | Hitnotering: 20-04-2013 t/m 12-10-2013 | Hitnotering: 20-04-2013 t/m 12-10-2013 | Hitnotering: 20-04-2013 t/m 12-10-2013 | Hitnotering: 20-04-2013 t/m 12-10-2013 | Hitnotering: 20-04-2013 t/m 12-10-2013 |
| Week:                                  | 1                                      | 2                                      | 3                                      | 4                                      | 5                                      | 6                                      | 7                                      | 8                                      | 9                                      | 10                                     | 11                                     | 12                                     | 13                                     | 14                                     |
| -------------------------------------- | -------------------------------------- | -------------------------------------- | -------------------------------------- | -------------------------------------- | -------------------------------------- | -------------------------------------- | -------------------------------------- | -------------------------------------- | -------------------------------------- | -------------------------------------- | -------------------------------------- | -------------------------------------- | -------------------------------------- | -------------------------------------- |
| Positie:                               | 9                                      | 8                                      | 8                                      | 3                                      | 3                                      | 3                                      | 3                                      | 3                                      | 5                                      | 5                                      | 5                                      | 5                                      | 5                                      | 8                                      |
| Week:                                  | 15                                     | 16                                     | 17                                     | 18                                     | 19                                     | 20                                     | 21                                     | 22                                     | 23                                     | 24                                     | 25                                     | 26                                     |                                        |                                        |
| Positie:                               | 10                                     | 10                                     | 11                                     | 11                                     | 12                                     | 12                                     | 15                                     | 19                                     | 25                                     | 32                                     | 37                                     | 40                                     | uit                                    |                                        |

### NederlandseSingle Top 100
| Hitnotering: 13-04-2013 t/m 14-06-2014 + 19-07-2014 t/m 16-08-2014 + 15-11-2014 | Hitnotering: 13-04-2013 t/m 14-06-2014 + 19-07-2014 t/m 16-08-2014 + 15-11-2014 | Hitnotering: 13-04-2013 t/m 14-06-2014 + 19-07-2014 t/m 16-08-2014 + 15-11-2014 | Hitnotering: 13-04-2013 t/m 14-06-2014 + 19-07-2014 t/m 16-08-2014 + 15-11-2014 | Hitnotering: 13-04-2013 t/m 14-06-2014 + 19-07-2014 t/m 16-08-2014 + 15-11-2014 | Hitnotering: 13-04-2013 t/m 14-06-2014 + 19-07-2014 t/m 16-08-2014 + 15-11-2014 | Hitnotering: 13-04-2013 t/m 14-06-2014 + 19-07-2014 t/m 16-08-2014 + 15-11-2014 | Hitnotering: 13-04-2013 t/m 14-06-2014 + 19-07-2014 t/m 16-08-2014 + 15-11-2014 | Hitnotering: 13-04-2013 t/m 14-06-2014 + 19-07-2014 t/m 16-08-2014 + 15-11-2014 | Hitnotering: 13-04-2013 t/m 14-06-2014 + 19-07-2014 t/m 16-08-2014 + 15-11-2014 | Hitnotering: 13-04-2013 t/m 14-06-2014 + 19-07-2014 t/m 16-08-2014 + 15-11-2014 | Hitnotering: 13-04-2013 t/m 14-06-2014 + 19-07-2014 t/m 16-08-2014 + 15-11-2014 | Hitnotering: 13-04-2013 t/m 14-06-2014 + 19-07-2014 t/m 16-08-2014 + 15-11-2014 | Hitnotering: 13-04-2013 t/m 14-06-2014 + 19-07-2014 t/m 16-08-2014 + 15-11-2014 | Hitnotering: 13-04-2013 t/m 14-06-2014 + 19-07-2014 t/m 16-08-2014 + 15-11-2014 | Hitnotering: 13-04-2013 t/m 14-06-2014 + 19-07-2014 t/m 16-08-2014 + 15-11-2014 | Hitnotering: 13-04-2013 t/m 14-06-2014 + 19-07-2014 t/m 16-08-2014 + 15-11-2014 | Hitnotering: 13-04-2013 t/m 14-06-2014 + 19-07-2014 t/m 16-08-2014 + 15-11-2014 | Hitnotering: 13-04-2013 t/m 14-06-2014 + 19-07-2014 t/m 16-08-2014 + 15-11-2014 | Hitnotering: 13-04-2013 t/m 14-06-2014 + 19-07-2014 t/m 16-08-2014 + 15-11-2014 | Hitnotering: 13-04-2013 t/m 14-06-2014 + 19-07-2014 t/m 16-08-2014 + 15-11-2014 |
| Week:                                                                           | 1                                                                               | 2                                                                               | 3                                                                               | 4                                                                               | 5                                                                               | 6                                                                               | 7                                                                               | 8                                                                               | 9                                                                               | 10                                                                              | 11                                                                              | 12                                                                              | 13                                                                              | 14                                                                              | 15                                                                              | 16                                                                              | 17                                                                              | 18                                                                              | 19                                                                              | 20                                                                              |
| ------------------------------------------------------------------------------- | ------------------------------------------------------------------------------- | ------------------------------------------------------------------------------- | ------------------------------------------------------------------------------- | ------------------------------------------------------------------------------- | ------------------------------------------------------------------------------- | ------------------------------------------------------------------------------- | ------------------------------------------------------------------------------- | ------------------------------------------------------------------------------- | ------------------------------------------------------------------------------- | ------------------------------------------------------------------------------- | ------------------------------------------------------------------------------- | ------------------------------------------------------------------------------- | ------------------------------------------------------------------------------- | ------------------------------------------------------------------------------- | ------------------------------------------------------------------------------- | ------------------------------------------------------------------------------- | ------------------------------------------------------------------------------- | ------------------------------------------------------------------------------- | ------------------------------------------------------------------------------- | ------------------------------------------------------------------------------- |
| Positie:                                                                        | 2                                                                               | 5                                                                               | 9                                                                               | 4                                                                               | 3                                                                               | 4                                                                               | 5                                                                               | 9                                                                               | 7                                                                               | 7                                                                               | 7                                                                               | 8                                                                               | 8                                                                               | 8                                                                               | 10                                                                              | 13                                                                              | 14                                                                              | 13                                                                              | 11                                                                              | 15                                                                              |
| Week:                                                                           | 21                                                                              | 22                                                                              | 23                                                                              | 24                                                                              | 25                                                                              | 26                                                                              | 27                                                                              | 28                                                                              | 29                                                                              | 30                                                                              | 31                                                                              | 32                                                                              | 33                                                                              | 34                                                                              | 35                                                                              | 36                                                                              | 37                                                                              | 38                                                                              | 39                                                                              | 40                                                                              |
| Positie:                                                                        | 17                                                                              | 24                                                                              | 25                                                                              | 26                                                                              | 31                                                                              | 25                                                                              | 37                                                                              | 38                                                                              | 42                                                                              | 36                                                                              | 31                                                                              | 22                                                                              | 31                                                                              | 16                                                                              | 27                                                                              | 37                                                                              | 33                                                                              | 37                                                                              | 21                                                                              | 27                                                                              |
| Week:                                                                           | 41                                                                              | 42                                                                              | 43                                                                              | 44                                                                              | 45                                                                              | 46                                                                              | 47                                                                              | 48                                                                              | 49                                                                              | 50                                                                              | 51                                                                              | 52                                                                              | 53                                                                              | 54                                                                              | 55                                                                              | 56                                                                              | 57                                                                              | 58                                                                              | 59                                                                              | 60                                                                              |
| Positie:                                                                        | 30                                                                              | 41                                                                              | 41                                                                              | 55                                                                              | 70                                                                              | 77                                                                              | 75                                                                              | 81                                                                              | 73                                                                              | 80                                                                              | 78                                                                              | 76                                                                              | 74                                                                              | 72                                                                              | 79                                                                              | 81                                                                              | 78                                                                              | 100                                                                             | 94                                                                              | 98                                                                              |
| Week:                                                                           | 61                                                                              | 62                                                                              |                                                                                 | 63                                                                              | 64                                                                              | 65                                                                              | 66                                                                              | 67                                                                              |                                                                                 | 68                                                                              |                                                                                 | 69                                                                              | 70                                                                              | 71                                                                              | 72                                                                              | 73                                                                              | 74                                                                              | 75                                                                              | 76                                                                              | 77                                                                              |
| Positie:                                                                        | 95                                                                              | 99                                                                              | uit                                                                             | 95                                                                              | 89                                                                              | 97                                                                              | 99                                                                              | 100                                                                             | uit                                                                             | 77                                                                              | uit                                                                             |                                                                                 |                                                                                 |                                                                                 |                                                                                 |                                                                                 |                                                                                 |                                                                                 |                                                                                 |                                                                                 |

### NPO Radio 2 Top 2000
| Nummer met noteringen in de NPO Radio 2 Top 2000 | '13  | '14 | '15 | '16 | '17 | '18 | '19 | '20 | '21 | '22 | '23 | '24 |
| ------------------------------------------------ | ---- | --- | --- | --- | --- | --- | --- | --- | --- | --- | --- | --- |
| This Is What It Feels Like                       | 1243 | 146 | 184 | 325 | 454 | 337 | 368 | 444 | 510 | 723 | 789 | 865 |

1. ↑  Een vetgedrukt getal geeft de hoogste notering aan.
2. ↑  2013 was het eerste jaar met een notering voor dit nummer.

## John Ewbank classical remix
In november 2013 kwam er een nieuwe rustige versie van This is what it feels like uit, nu met het Metropole Orkest. Ook deze versie, omgedoopt tot de John Ewbank 'classical remix', stond in de Nederlandse Top 40. De downloads van de remix werden in de Single Top 100 bij het origineel opgeteld, waardoor deze geen aparte notering kreeg.

### Hitnoteringen
| Hitlijst           | Datum van binnenkomst | Hoogste positie | Aantal weken | Laatste notering |
| ------------------ | --------------------- | --------------- | ------------ | ---------------- |
| Nederlandse Top 40 | 23-11-2013            | 20              | 10           | 01-02-2014       |

#### Nederlandse Top 40
| Positie: | 34 | 26 | 20 | 26 | 30 | 29 | 32 | 28 | 29 | 30 | 39 | uit |